# Touchen-end
Touchen-end – osada w Anglii, w hrabstwie ceremonialnym Berkshire, w dystrykcie (unitary authority) Windsor and Maidenhead. Leży 17 km na wschód od centrum miasta Reading i 43 km na zachód od centrum Londynu.